# Nogent-sur-Loir
Pour les articles homonymes, voir Nogent.
Nogent-sur-Loir est une commune française, située dans le département de la Sarthe en région Pays de la Loire, peuplée de 361 habitants.
La commune fait partie de la province historique du Maine, et se situe dans le Haut-Maine.

## Géographie
Nogent-sur-Loir est une commune du sud de la Sarthe, située à 3 km de Château-du-Loir, 45 km de Tours et 45 km du Mans. La commune est bordée par le Loir et le ruisseau de la Pérauderie.
| Montval-sur-Loir (comm. dél. de Montabon), La Bruère-sur-Loir | Montval-sur-Loir (comm. dél. de Montabon)                         | Montval-sur-Loir (comm. dél. de Montabon) |
| La Bruère-sur-Loir                                            | Nogent-sur-Loir                                                   | Dissay-sous-Courcillon                    |
| Chenu                                                         | Saint-Aubin-le-Dépeint (Indre-et-Loire), Saint-Pierre-de-Chevillé | Saint-Pierre-de-Chevillé                  |

### Climat
Pour des articles plus généraux, voir Climat des Pays de la Loire et Climat de la Sarthe.
En 2010, le climat de la commune est de type climat océanique dégradé des plaines du Centre et du Nord, selon une étude du CNRS s'appuyant sur une série de données couvrant la période 1971-2000. En 2020, Météo-France publie une typologie des climats de la France métropolitaine dans laquelle la commune est dans une zone de transition entre le climat océanique et le climat océanique altéré et est dans la région climatique  Moyenne vallée de la Loire, caractérisée par une bonne insolation (1 850 h/an) et un été peu pluvieux. 
Pour la période 1971-2000, la température annuelle moyenne est de 11,4 °C, avec une amplitude thermique annuelle de 14,5 °C. Le cumul annuel moyen de précipitations est de 680 mm, avec 11,5 jours de précipitations en janvier et 7,5 jours en juillet. Pour la période 1991-2020, la température moyenne annuelle observée sur la station météorologique de Météo-France la plus proche, sur la commune de Saint-Christophe-sur-le-Nais à 8 km à vol d'oiseau, est de 12,1 °C et le cumul annuel moyen de précipitations est de 682,2 mm,. Pour l'avenir, les paramètres climatiques de la commune estimés pour 2050 selon différents scénarios d'émission de gaz à effet de serre sont consultables sur un site dédié publié par Météo-France en novembre 2022.

## Urbanisme

### Typologie
Au 1er janvier 2024, Nogent-sur-Loir est catégorisée commune rurale à habitat dispersé, selon la nouvelle grille communale de densité à sept niveaux définie par l'Insee en 2022.
Elle est située hors unité urbaine. Par ailleurs la commune fait partie de l'aire d'attraction de Montval-sur-Loir, dont elle est une commune de la couronne,. Cette aire, qui regroupe 12 communes, est catégorisée dans les aires de moins de 50 000 habitants,.

### Occupation des sols
L'occupation des sols de la commune, telle qu'elle ressort de la base de données européenne d’occupation biophysique des sols Corine Land Cover (CLC), est marquée par l'importance des territoires agricoles (81,9 % en 2018), une proportion identique à celle de 1990 (81,9 %). La répartition détaillée en 2018 est la suivante : 
prairies (36 %), terres arables (31,4 %), forêts (13,4 %), zones agricoles hétérogènes (12,2 %), zones urbanisées (2,4 %), cultures permanentes (2,4 %), eaux continentales (2,3 %). L'évolution de l’occupation des sols de la commune et de ses infrastructures peut être observée sur les différentes représentations cartographiques du territoire : la carte de Cassini (XVIIIe siècle), la carte d'état-major (1820-1866) et les cartes ou photos aériennes de l'IGN pour la période actuelle (1950 à aujourd'hui).

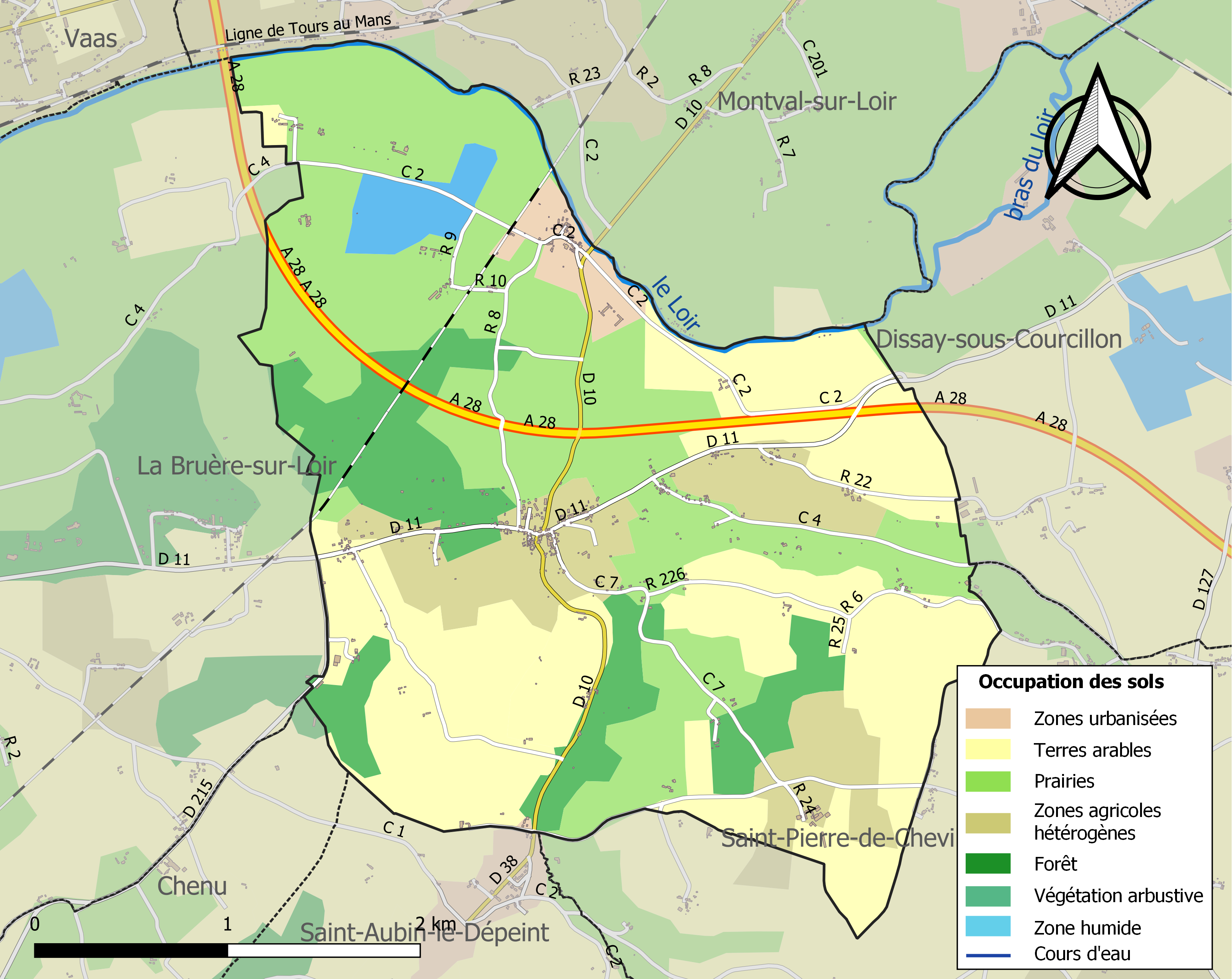
Carte des infrastructures et de l'occupation des sols de la commune en 2018 (CLC).

## Toponymie
Ce toponyme, comme la plupart des Nogent de France vient de novio-, élément gaulois signifiant « nouveau », et le suffixe *-entum indiquant un village, un habitat ; soit « le nouveau village ».
Le gentilé est Nogentais.

## Politique et administration
| Période                                  | Période   | Identité           | Étiquette | Qualité               |
| ---------------------------------------- | --------- | ------------------ | --------- | --------------------- |
| avant 1958                               | ?         | Jules Lebreton     | PCF       | Cultivateur           |
| avant 1988                               | ?         | Daniel Frébourg    |           |                       |
| ?                                        | mars 2001 | Jean-René Amirault |           |                       |
| mars 2001                                | mars 2014 | Michel Boulanger   | SE        | Retraité              |
| mars 2014                                | 2020      | Nicole Courçon     | SE        | Enseignante retraitée |
| 2020                                     | En cours  | Claude Allaire     |           |                       |
| Les données manquantes sont à compléter. |           |                    |           |                       |

Le conseil municipal est composé de onze membres dont le maire et deux adjoints.

## Démographie
L'évolution du nombre d'habitants est connue à travers les recensements de la population effectués dans la commune depuis 1793. Pour les communes de moins de 10 000 habitants, une enquête de recensement portant sur toute la population est réalisée tous les cinq ans, les populations de référence des années intermédiaires étant quant à elles estimées par interpolation ou extrapolation. Pour la commune, le premier recensement exhaustif entrant dans le cadre du nouveau dispositif a été réalisé en 2004.
En 2022, la commune comptait 361 habitants, en évolution de −4,24 % par rapport à 2016 (Sarthe : −0,25 %, France hors Mayotte : +2,11 %).
Nogent-sur-Loir a compté jusqu'à 605 habitants en 1841.
| 1793 | 1800 | 1806 | 1821 | 1831 | 1836 | 1841 | 1846 | 1851 |
| ---- | ---- | ---- | ---- | ---- | ---- | ---- | ---- | ---- |
| 496  | 501  | 554  | 553  | 590  | 569  | 605  | 567  | 540  |

| 1856 | 1861 | 1866 | 1872 | 1876 | 1881 | 1886 | 1891 | 1896 |
| ---- | ---- | ---- | ---- | ---- | ---- | ---- | ---- | ---- |
| 532  | 524  | 507  | 525  | 500  | 494  | 492  | 490  | 486  |

| 1901 | 1906 | 1911 | 1921 | 1926 | 1931 | 1936 | 1946 | 1954 |
| ---- | ---- | ---- | ---- | ---- | ---- | ---- | ---- | ---- |
| 471  | 460  | 493  | 422  | 455  | 415  | 397  | 428  | 407  |

| 1962 | 1968 | 1975 | 1982 | 1990 | 1999 | 2004 | 2006 | 2009 |
| ---- | ---- | ---- | ---- | ---- | ---- | ---- | ---- | ---- |
| 383  | 425  | 392  | 355  | 354  | 378  | 355  | 335  | 412  |

| 2014 | 2019 | 2022 | - | - | - | - | - | - |
| ---- | ---- | ---- | - | - | - | - | - | - |
| 376  | 372  | 361  | - | - | - | - | - | - |

## Lieux et monuments

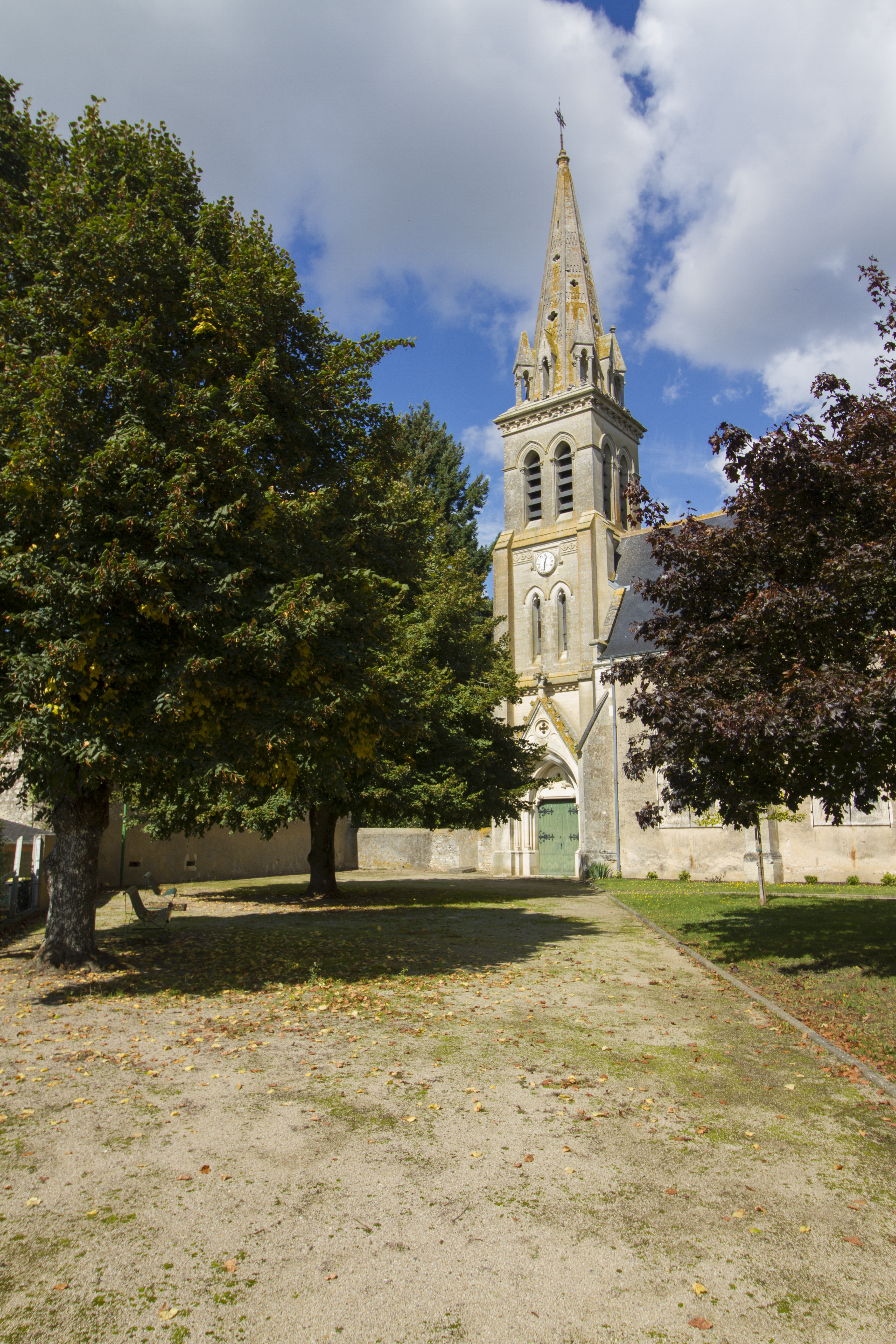
L'église Saint-Denis.

- Église Saint-Denis du XIe siècle. Ses lustres et un vitrail sont classés à titre d'objets aux monuments historiques[21]
- Château de la Motte.

### Monuments aux morts
La commune comprend deux monuments aux morts, mentionnant les mêmes noms des quinze soldats issus de la commune morts pendant la Première Guerre mondiale (12 soldats) et la Seconde Guerre mondiale (3 soldats). Le premier monument se situe à l'entrée du cimetière communal, et le second au hameau du Gué de Mézières, route du Gué.

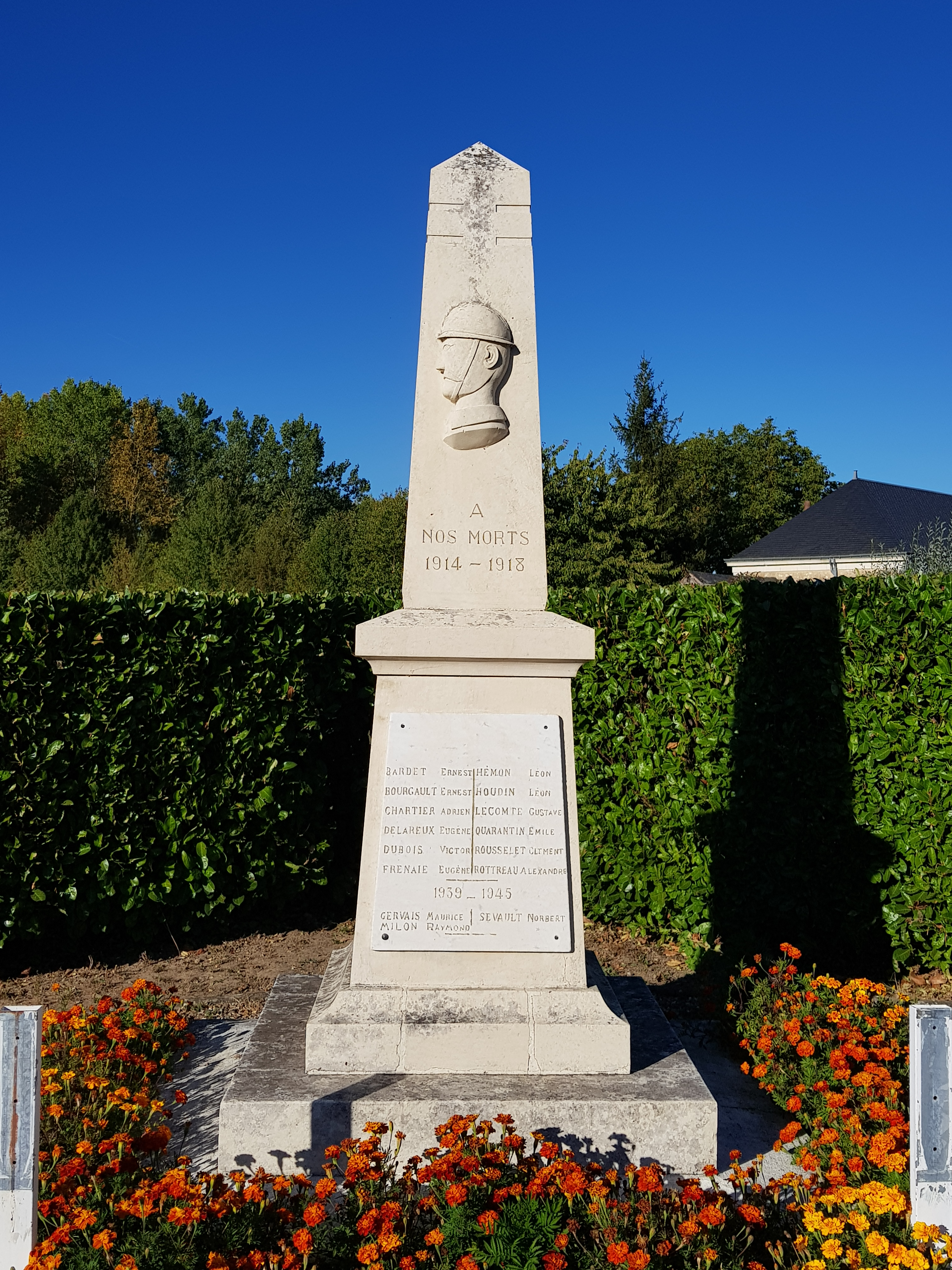
Le monument aux morts du Gué de Mézières.
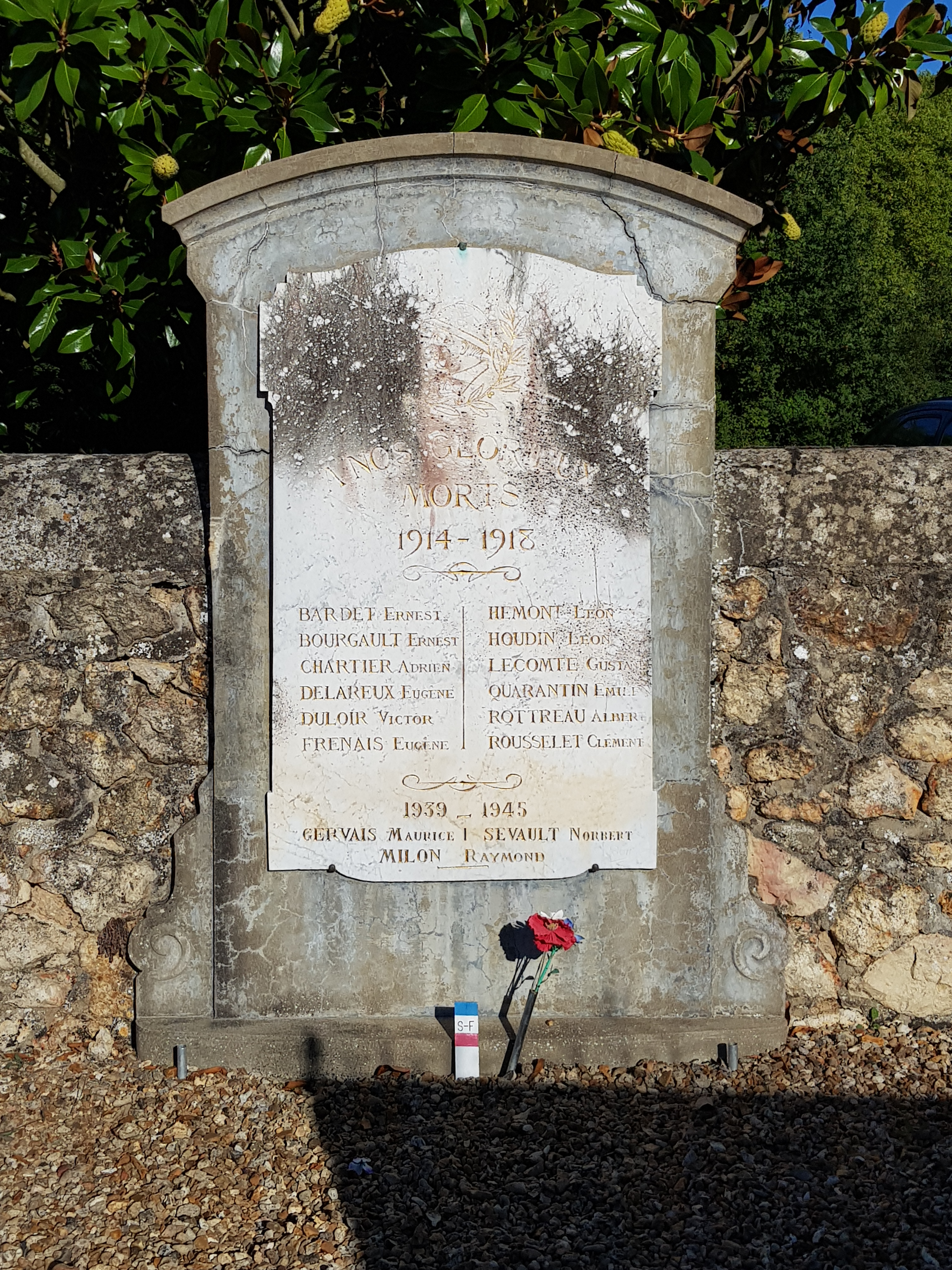
Le monument aux morts du cimetière.
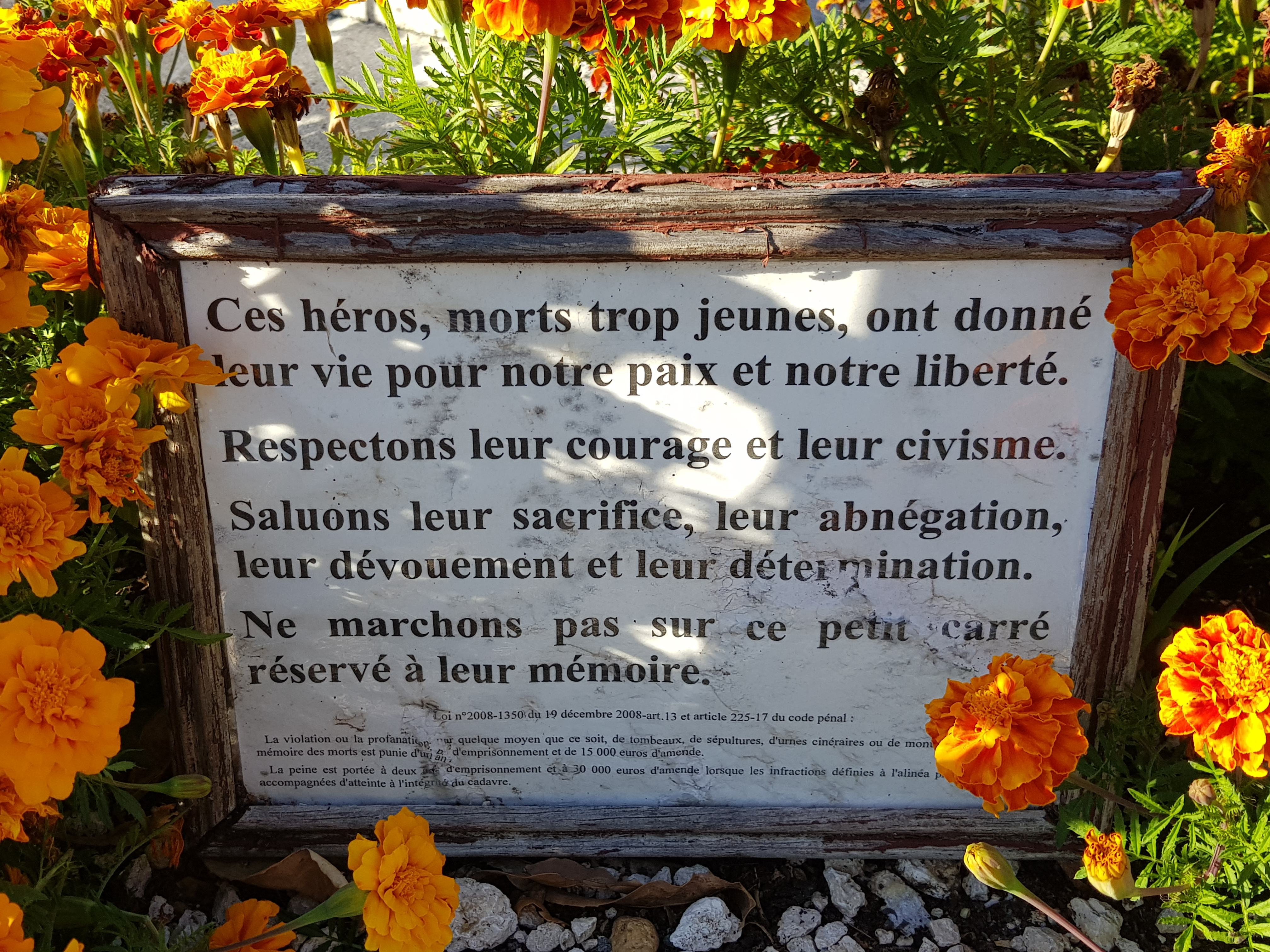
Panneau commémoratif (monument du Gué de Mézières).
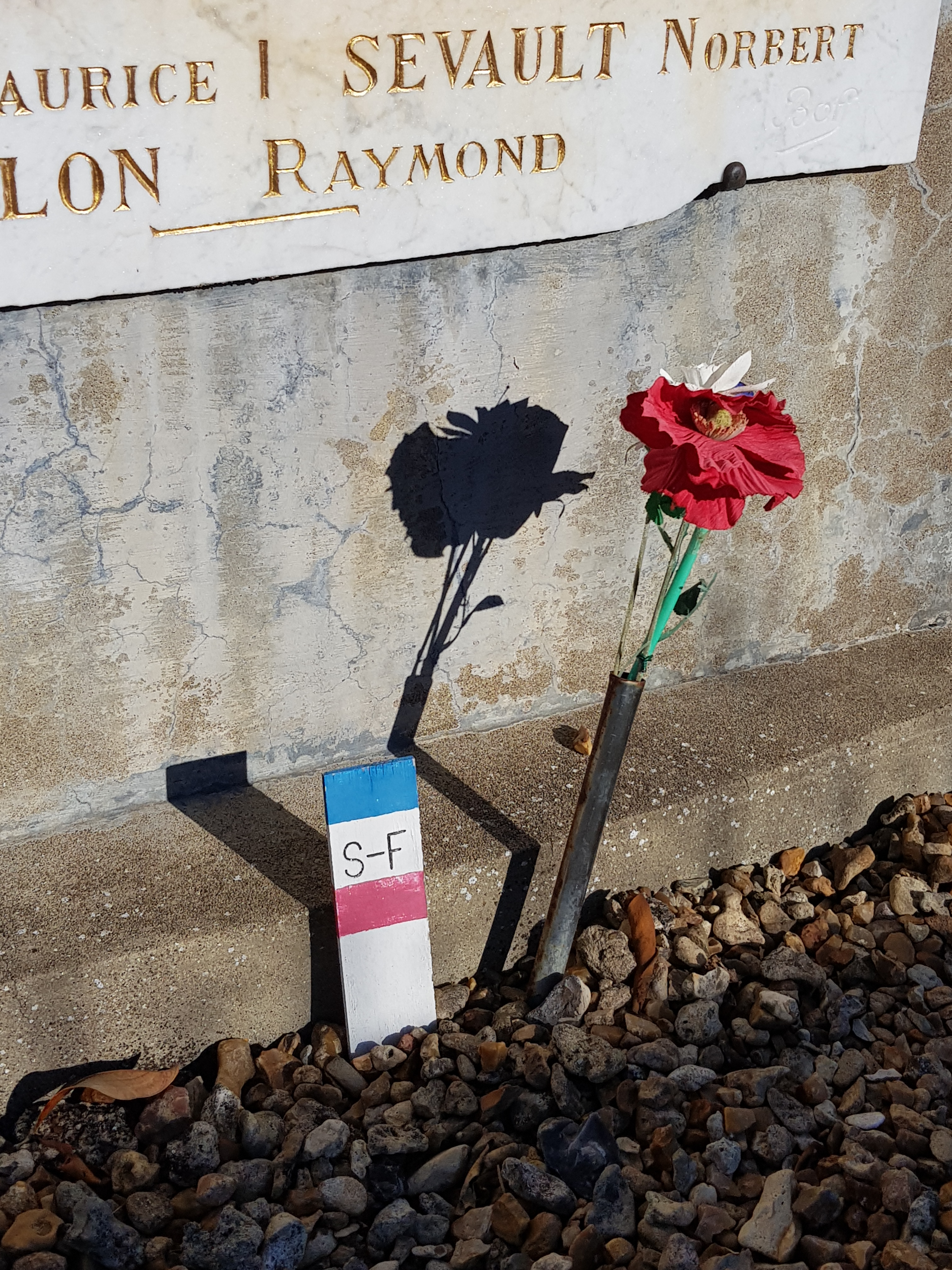
Rose du Souvenir français (monument du cimetière).